# 奇点 (几何)

在原點處等于0的孤立點属于奇點的一种

曲線上的奇點（英語：Singular point）是指曲線上參數無法光滑變化的部份。具体定義要視曲線的具体種類而定。

## 平面上的代數曲線
平面上的代數曲線可以定義為滿足方程f(x, y)=0的點的集合，其中f是多項式函數。
若f展開為以下的形式
{\displaystyle f=a_{0}+b_{0}x+b_{1}y+c_{0}x^{2}+2c_{1}xy+c_{2}y^{2}+\dots \,}
且若原點(0, 0)在曲線上，則a0=0。若b1≠0，則隐函数定理可確定有一光滑函數h，使得在原點附近y=h(x)會成立。同様的，若b0≠0，則在原點附近曲線會接近x=k(y) 。上述任何一個情形下，都有一個光滑映射從R映射到原點附近曲線所在的平面，注意在原點處
{\displaystyle b_{0}={\partial f \over \partial x},\,b_{1}={\partial f \over \partial y},}
因此只要任何一個f的偏導數不為零，曲線即為非奇異。曲線的奇點出現在二個偏導數皆為零的位置。
{\displaystyle f(x,y)={\partial f \over \partial x}={\partial f \over \partial y}=0.}

### 非奇異點
假設曲線通過原點，原點附近可近似為y=mx，則f可以寫為如下的式子
{\displaystyle f=(b_{0}+mb_{1})x+(c_{0}+2mc_{1}+c_{2}m^{2})x^{2}+\dots .\,}
若b0+mb1不為零，則f=0在x=0處有階數為1的解。若b0+mb1=0 ，則f=0在x=0處有階數為2（或更高）的解，且y=mx及b0x+b1y=0都會是曲線的切線。此時，若if c0+2mc1+c2m2不為零，則曲線在和y=mx接觸處有二重点（point of double）。若x2, c0+2mc1+c2m2的係數為零，但x3係數不為零，則原點是曲線的拐点。若x2和x3的係數都是零，則原點稱為曲線的波动点（point of undulation）。上述分析可以應用在曲線上的任意點，只要平移座標軸，使要分析的點變成原點即可。

### 二重點

三個帕斯卡蜗线，左圖是沒有二重點的帕斯卡蜗线，中間的蜗线（心脏线）在原點處有一個尖點，右邊的蜗线在原點有一個叉点，也就是曲線在該位置有二條切線

若在上述說明中，b0和b1都是零，但至少c0、c1和c2中有一個不為零，則原點即為曲線的二重点。再令y=mx，則f可寫成
{\displaystyle f=(c_{0}+2mc_{1}+c_{2}m^{2})x^{2}+(d_{0}+3md_{1}+3m^{2}d_{2}+d_{3}m^{3})x^{3}+\dots .\,}
二重點可以依以下方程的解來分類：
c0+2mc1+m2c2=0.

#### 叉點
若c0+2mc1+m2c2=0有二個m的實根，也就是c0c2−c12<0，則原點為叉點。曲線在叉點和自身相交，二條切線對應c0+2mc1+m2c2=0的二個解。原點為函數f的鞍點。

#### 孤立點
若c0+2mc1+m2c2=0沒有m的實根，也就是c0c2−c12>0，則原點為孤立點。在實數平面上，原點為曲線的一個孤点，不過若當做複數曲線來考慮，c0+2mc1+m2c2=0的二部份的解之間有複數的切線相連。此情形下函數在原點處有极值。

#### 尖點
若c0+2mc1+m2c2=0有一個m的二重根，也就是c0c2−c12=0，原點稱為尖點。此時曲線在原點變動方向，產生一個尖銳的圖形。曲線在原點處有單一的切線，但是可視為二條恰好重合的切線。

#### 進一步的分類
node一詞是用來表示叉點或是孤立點，也就是不為尖點的二重點。曲線中node數量及尖點數量是二個曲線的不變量，在普吕克公式中有用到。
若c0+2mc1+m2c2=0的一個解也是d0+3md1+3m2d2+m3d3=0的解，則曲線對應的分支在原點為拐點，此時原點稱為flecnode。若兩條切線都有此性質，則c0+2mc1+m2c2為d0+3md1+3m2d2+m3d3的因式，原點稱為biflecnode。

### 三重點

一個有三重點的曲線

若f中所有小於k次方的係數都為零，且至少有一項k次方的係數不為0，此曲線即有k階的多重點。一般而言曲線在原點處有k條切線，不過有些切線可能會是虛數。

## 以參數式表示的曲線
R2平面中的參數曲線定義為由R→R2函數 g的像，函數g(t) = (g1(t),g2(t))。其中的奇點為滿足以下條件的點
{\displaystyle {dg_{1} \over dt}={dg_{2} \over dt}=0.}

尖點

許多曲線可以用方程式來定義，也可以用參數方程定義。代數曲線x3−y2 = 0會有一尖點，若改用參數式g(t) = (t2,t3)，尖點仍然存在。
不過有時奇點的數量可能會隨定義方式而不同。例如y2−x3−x2 = 0在原點有一奇點，為叉點，但若用參數式g(t) = (t2−1,t(t2−1))，因為g′(t) 在任意位置都不為零，因此同一曲線的參數式中，不存在奇點。
在將曲線用參數方程表示時，參數的選擇會影響一些相關的分析。例如直線y = 0，本身不存在奇點，若用參數方程g(t) = (t,0)，也沒有奇，但若用參數方程g(t) = (t3,0)表示，在原點處就會有一個奇點。因此參數式奇點的專業用語應該稱為光滑映射的奇點（singular points of a smooth mapping）比較合適。
哈斯勒·惠特尼有一定理提到
任意Rn內的闭集都可以表示為某一光滑函數f:Rn→R，其方程f−1(0)的解集合。
上述的定義可以延伸到用隱函數定義的曲線，定義方式為f−1(0)的解集合，而f為光滑函數，因此不一定只考慮代數簇，可以延伸到更高維度的曲線。
任何參數化的曲線可以定義為隱函數的曲線，曲線奇点的分類也會在代數簇上的奇點的分類中加以研究。

## 奇點的種類
以下是一些可能的奇點：
- 單獨的一個點：x2+y2 = 0，屬於孤立点
- 二條線交於一點：x2−y2 = 0，屬於叉点
- 尖點：x3−y2 = 0
- rhamphoid尖點：x5−y2 = 0.